# سعيد بوطهار
سعيد بوطهار (بالهولندية: Saïd Boutahar) لاعب كرة قدم مغربي، ولد في 12 أغسطس 1982 في روتردام (هولندا) إلا أن أصل والديه ينتميان لآيت توزين في إقليم الناظور بالمغرب.[بحاجة لمصدر] يلعب حاليا لفريق ريال سرقسطة الأسباني كلاعب وسط ميدان.

## السيرة الذاتية
سعيد بوطهار مولود في مدينة روتردام، وفي سن 15 سنة اكتشفه فريق فاينورد روتردام الذي لعب معه مبارته الأولى في سنة 2001 وكانت ضد فريق إن إي سي نايميخن والتي انتصرت فيها فاينورد ب 5 أهداف ل 0 . في المجموع لعب مبارتين فقط لقريق فاينورد، ثم رحل بعد ذلك إالى فريق من نفس المدينة وهو فريق إكسلسيور الذي ظهر وتألق فيه جيدا. بعد موسم واحد انتقل من هناك إلى فريق إر كا سي والوايك، وفي سنة 2004 وقع عقد للعب مع فريق إت يس سي نايميخن . في يناير 2007 أعير لفريق ويلم II الذي في يوليوز 2007 يعد من لاعبيه الرسميين بعد أن وقع عقد للعب معهم.

## أرقام
| موسم    | النادي           | الدولة | مبارات | أهداف |
| ------- | ---------------- | ------ | ------ | ----- |
| 2001/02 | فاينورد روتردام  | هولندا | 2      | 0     |
| 2002/03 | إكسلسيور         | هولندا | 30     | 9     |
| 2003/04 | إر كا سي والوايك | هولندا | 33     | 7     |
| 2004/05 | إن إي سي نايميخن | هولندا | 30     | 7     |
| 2005/06 | إن إي سي نايميخن | هولندا | 30     | 3     |
| 2006/07 | إن إي سي نايميخن | هولندا | 13     | 2     |
| 2006/07 | ويلم II          | هولندا | 15     | 1     |
| 2007/08 | ويلم II          | هولندا | 25     | 4     |
| مجموع:  |                  |        | 178    | 33    |

## وصلات خارجية
- سعيد بوطهار على موقع الاتحاد الأوربي (الإنجليزية)
- سعيد بوطهار على موقع قاعدة بيانات كرة القدم.إي يو (الإنجليزية)
- سعيد بوطهار على موقع عالم كرة القدم.نت (الإنجليزية)

- (بالهولندية) لمحة وإحصاءات حول سعيد بوطهار.